# Шелестов, Сергей Андреевич
Сергей Андреевич Шелестов (20 сентября 1944) — советский футболист, нападающий, советский и казахстанский тренер.

## Биография
Футбольную карьеру начал в 1963 году в клубе третьей по силе лиги советского первенства АДК Алма-Ата. Бо́льшую часть карьеры в 1964—1974 годах провёл в команде «Восток» Усть-Каменогорск, выступавшей во второй и первой лигах. Вторую половину сезона-1967 был в составе алматинского «Кайрата», за который провёл один матч в чемпионате — 29 октября в гостевой игре 33-го тура против «Крыльев Советов» (0:1). В 1973 году сыграл четыре матча за команду второй лиги «Аэрофлот» Иркутск.
Окончил московскую высшую школу тренеров, подготовил ряд футболистов в команды высшей и первой лиг Казахстана, среди которых Владимир Седельников, Тимур Рудосельский, Дмитрий Петерсон,.
По состоянию на апрель 2018 года — тренер в футбольной академии «Alash» Алма-Ата